# Ángel Ortiz Monterrey
Ángel Ortiz (Almendralejo, 25 de julio de 2004) es un futbolista español que juega en la demarcación de lateral derecho en el Betis Deportivo Balompié de la Primera Federación.

## Trayectoria
Tras formarse como futbolista en las categorías inferiores del Real Betis Balompié, finalmente hizo su debut con el Betis Deportivo Balompié el 11 de septiembre de 2021 contra el Club Gimnàstic de Tarragona. El 25 de enero de 2025 hizo su debut con el primer equipo en un encuentro de la Primera División de España que finalizó con un resultado a favor de 0-1 contra el RCD Mallorca.

## Clubes
Actualizado al último partido disputado el 27 de abril de 2025.
| Club                     | País   | Temporada | Partidos | Goles |
| ------------------------ | ------ | --------- | -------- | ----- |
| Betis Deportivo Balompié | España | 2021-     | 80       | 2     |
| Real Betis Balompié      | España | 2025-     | 5        | 0     |